# Ostreidae
Ostreidae Rafinesque, 1815 è una famiglia di molluschi bivalvi.

## Generi
- Crassostrea Sacco, 1897
- Cryptostrea Harry, 1985
- Dendostrea Swainson, 1835
- Lopha Roding, 1798
- Ostrea Linnaeus, 1758
- Ostreola
- Saccostrea
- Teskeyostrea Harry, 1985